# Let Not Man Put Asunder
Let Not Man Put Asunder er en amerikansk stumfilm fra 1924 af J. Stuart Blackton.

## Medvirkende
- Pauline Frederick som Petrina Faneuil
- Lou Tellegen som Dick Lechmere
- Leslie Austin som Harry Vassall
- Helena D'Algy som Felicia De Proney
- Pauline Neff som Lady De Bohun
- Barbara Leonard som Polly De Bohun
- Maurice Costello som Sir Humphrey
- Martha Petelle som Mrs. Vassall
- Gladys Frazin som Gentian Tyrell
- Homer Lynn som Chaillot